# Blue Imperatrice
Blue Imperatrice es una variedad cultivar de ciruelo (Prunus domestica), de las denominadas ciruelas europeas,
una variedad de ciruela antigua de Reino Unido, cuyos orígenes son algo confusos ya que existen varias variedades de este nombre desde el siglo XVIII.
Las frutas tienen un tamaño pequeño a medio, color de piel púrpura rojizo, y pulpa de color amarillo verdosa, con una textura firme, jugosa, y un sabor dulce cuando está madura.

## Historia
'Blue Imperatrice' es una variedad antigua de Reino Unido, cuyos orígenes son algo confusos ya que existen varias variedades de este nombre desde el siglo XVIII. Recibido por primera vez en la Royal Horticultural Society Wisley (Reino Unido) en 1905.
'Blue Imperatrice' está cultivada en diversos bancos de germoplasma de cultivos vivos, tales como en National Fruit Collection (Colección Nacional de Fruta) de Reino Unido con el número de accesión: 1953-019 y Nombre Accesión : Blue Imperatrice. Fue introducida en el "Probatorio Nacional de Fruta" para evaluar sus características en 1953 procedente de Wisley.

## Características
'Blue Imperatrice' árbol con una copa abierta y ancha. Autofértil, tiene un tiempo de floración que comienza a partir del 21 de abril con el 10% de floración, para el 25 de abril tiene una floración completa (80%), y para el 4 de mayo tiene un 90% de caída de pétalos.
'Blue Imperatrice' tiene una talla de tamaño medio a grande (peso promedio 24,60 gr), de forma oval, con la sutura bien perceptible; epidermis recubierta de pruina muy abundante, espesa, blanquecina, pubescencia muy abundante por casi todo el fruto, pero sobre todo en el polo pistilar, la piel con color púrpura rojizo, punteado lenticelar abundante muy menudo; Pedúnculo de longitud corto o mediano (promedio de 13,03mm), fuerte, muy pubescente, casi tomentoso, ubicado en una cavidad del pedúnculo de anchura mediana y poca profundidad, medianamente rebajada en la sutura, y menos y más suavemente en el lado opuesto;pulpa de color amarillo verdosa, con una textura firme, jugosa, y un sabor dulce cuando está madura.
Hueso semi libre, rara vez libre, de tamaño mediano, elíptico, con ligera cresta ventral, con surco dorsal profundo y ancho; surcos laterales poco acusados, y las caras laterales semi-lisas en parte central, rugosas o escabrosas en zona pistilar y con bastantes orificios junto a zona dorsal.
Su tiempo de recogida de cosecha se inicia a mediados de septiembre hasta principios de octubre.

## Usos
La ciruela 'Blue Imperatrice' es una buena ciruela de uso fresco en mesa como postre.